# نصر الدين باشا
نصر الدين باشا هو لاعب كرة قدم جزائري في مركز الوسط، ولد في 28 ديسمبر 1988 في عنابة في الجزائر. لعب مع أولمبي المدية واتحاد البليدة.

## وصلات خارجية
- نصر الدين باشا على موقع Soccerway.com (الإنجليزية)
- نصر الدين باشا على موقع عالم كرة القدم.نت (الإنجليزية)